# Такуарембо (департамент)
Такуарембо̀ (на испански: Tacuarembó) е един от 19-те департамента на южноамериканската държава Уругвай. Намира се в североцентралната част на страната. Общата му площ е 15 438 км², което го прави най-големият департамент на Уругвай по площ. Населението е 90 489 жители (2004 г.) Столицата му е едноименния град Такуарембо.